# Francisco Simón Calvet
Francisco Simón Calvet (Barcelona, España, 11 de octubre de 1917) es un exfutbolista español que se desempeñaba como portero.

## Clubes
| Club                    | País   | Año       |
| ----------------------- | ------ | --------- |
| Deportivo de La Coruña  | España | 1941-1946 |
| Real Club Celta de Vigo | España | 1945-1954 |